# Antônio Bento dos Santos
Antônio Bento dos Santos (sinh ngày 18 tháng 12 năm 1971) là một cầu thủ bóng đá người Brasil.

## Sự nghiệp câu lạc bộ
Antônio Bento dos Santos đã từng chơi cho Verdy Kawasaki, Kashiwa Reysol, Oita Trinita, Kawasaki Frontale và Avispa Fukuoka.

## Thống kê câu lạc bộ

### J.League
| Đội               | Năm       | J.League | J.League | J.League Cup | J.League Cup | Tổng cộng | Tổng cộng |
| Đội               | Năm       | Trận     | Bàn      | Trận         | Bàn          | Trận      | Bàn       |
| ----------------- | --------- | -------- | -------- | ------------ | ------------ | --------- | --------- |
| Verdy Kawasaki    | 1994      | 16       | 13       | 3            | 2            | 19        | 15        |
| Kashiwa Reysol    | 1995      | 14       | 12       | -            | -            | 14        | 12        |
| Kashiwa Reysol    | 1998      | 19       | 13       | 0            | 0            | 19        | 13        |
| Kashiwa Reysol    | 1999      | 19       | 10       | 4            | 2            | 23        | 12        |
| Oita Trinita      | 2001      | 19       | 16       | 1            | 0            | 20        | 16        |
| Kawasaki Frontale | 2002      | 36       | 16       | -            | -            | 36        | 16        |
| Avispa Fukuoka    | 2003      | 41       | 20       | -            | -            | 41        | 20        |
| Avispa Fukuoka    | 2004      | 20       | 4        | -            | -            | 20        | 4         |
| Tổng cộng         | Tổng cộng | 184      | 104      | 8            | 4            | 192       | 108       |